# Tour Down Under 2012
Tour Down Under 2012 var den 14. udgave af cykelløbet Tour Down Under. Det blev arrangeret fra 17. til 22. januar 2011. Løbet har plads på UCI World Tour 2012.

## Etaper

### 1. etape
17. januar 2012 — Prospect til Clare, 149.3 km
|    | Rytter                    | Hold                   | Tid        |
| -- | ------------------------- | ---------------------- | ---------- |
| 1  | André Greipel (GER)       | Lotto-Belisol          | 4h 33' 40" |
| 2  | Alessandro Petacchi (ITA) | Lampre-ISD             | s.t.       |
| 3  | Yauheni Hutarovich (BLR)  | FDJ-BigMat             | s.t.       |
| 4  | Fabio Sabatini (ITA)      | Liquigas–Cannondale    | s.t.       |
| 5  | Daniele Bennati (ITA)     | RadioShack-Nissan-Trek | s.t.       |
| 6  | Christopher Sutton (AUS)  | Team Sky               | s.t.       |
| 7  | Jonathan Cantwell (AUS)   | Team Saxo Bank         | s.t.       |
| 8  | Xavier Florencio (ESP)    | Team Katusha           | s.t.       |
| 9  | Mark Renshaw (AUS)        | Rabobank               | s.t.       |
| 10 | Manuel Belletti (ITA)     | Ag2r-La Mondiale       | s.t.       |

|    | Rytter                    | Hold                   | Tid        |
| -- | ------------------------- | ---------------------- | ---------- |
| 1  | André Greipel (GER)       | Lotto-Belisol          | 4h 33' 30" |
| 2  | Alessandro Petacchi (ITA) | Lampre-ISD             | + 4"       |
| 3  | Martin Kohler (SUI)       | BMC Racing Team        | + 4"       |
| 4  | Yauheni Hutarovich (BLR)  | FDJ-BigMat             | + 6"       |
| 5  | Rohan Dennis (AUS)        | UniSA-Australia        | + 7"       |
| 6  | Eduard Vorganov (RUS)     | Team Katusha           | + 8"       |
| 7  | Marcello Pavarin (ITA)    | Vacansoleil-DCM        | + 9"       |
| 8  | Fabio Sabatini (ITA)      | Liquigas–Cannondale    | + 10"      |
| 9  | Daniele Bennati (ITA)     | RadioShack-Nissan-Trek | + 10"      |
| 10 | Christopher Sutton (AUS)  | Team Sky               | + 10"      |

### 2. Etape
18. januar 2012 — Lobethal til Stirling, 148 km
|    | Rytter                     | Hold                    | Tid        |
| -- | -------------------------- | ----------------------- | ---------- |
| 1  | Will Clarke (AUS)          | UniSA-Australia         | 3h 58' 35" |
| 2  | Michael Matthews (AUS)     | Rabobank                | + 1' 02"   |
| 3  | Simon Gerrans (AUS)        | GreenEDGE               | + 1' 02"   |
| 4  | Alejandro Valverde (ESP)   | Movistar Team           | + 1' 02"   |
| 5  | Edvald Boasson Hagen (NOR) | Team Sky                | + 1' 02"   |
| 6  | Óscar Freire (ESP)         | Team Katusha            | + 1' 02"   |
| 7  | Greg Van Avermaet (BEL)    | BMC Racing Team         | + 1' 02"   |
| 8  | Luke Roberts (AUS)         | Team Saxo Bank          | + 1' 02"   |
| 9  | Gerald Ciolek (GER)        | Omega Pharma-Quick Step | + 1' 02"   |
| 10 | Heinrich Haussler (AUS)    | Garmin-Barracuda        | + 1' 02"   |

|    | Rytter                  | Hold                   | Tid        |
| -- | ----------------------- | ---------------------- | ---------- |
| 1  | Martin Kohler (SUI)     | BMC Racing Team        | 8h 33' 05" |
| 2  | André Greipel (GER)     | Lotto-Belisol          | + 2"       |
| 3  | Michael Matthews (AUS)  | Rabobank               | + 4"       |
| 4  | Simon Gerrans (AUS)     | GreenEDGE              | + 8"       |
| 5  | Rohan Dennis (AUS)      | UniSA-Australia        | + 9"       |
| 6  | Eduard Vorganov (RUS)   | Team Katusha           | + 10"      |
| 7  | Xavier Florencio (ESP)  | Team Katusha           | + 12"      |
| 8  | Jonathan Cantwell (AUS) | Team Saxo Bank         | + 12"      |
| 9  | Jan Bakelants (BEL)     | RadioShack-Nissan-Trek | + 12"      |
| 10 | Luke Roberts (AUS)      | Team Saxo Bank         | + 12"      |

### 3. Etape
19. januar 2012 — Unley til Victor Harbor, 134.5 km
|    | Rytter                     | Hold                   | Tid        |
| -- | -------------------------- | ---------------------- | ---------- |
| 1  | André Greipel (GER)        | Lotto-Belisol          | 3h 21' 55" |
| 2  | Yauheni Hutarovich (BLR)   | FDJ-BigMat             | s.t.       |
| 3  | Edvald Boasson Hagen (NOR) | Team Sky               | s.t.       |
| 4  | Mark Renshaw (AUS)         | Rabobank               | s.t.       |
| 5  | Robbie McEwen (AUS)        | GreenEDGE              | s.t.       |
| 6  | Jacopo Guarnieri (ITA)     | Astana Pro Team        | s.t.       |
| 7  | Heinrich Haussler (AUS)    | Garmin-Barracuda       | s.t.       |
| 8  | Daniele Bennati (ITA)      | RadioShack-Nissan-Trek | s.t.       |
| 9  | Manuel Belletti (ITA)      | Ag2r-La Mondiale       | s.t.       |
| 10 | Christopher Sutton (AUS)   | Team Sky               | s.t.       |

|    | Rytter                     | Hold                   | Tid         |
| -- | -------------------------- | ---------------------- | ----------- |
| 1  | André Greipel (GER)        | Lotto-Belisol          | 11h 54' 52" |
| 2  | Martin Kohler (SUI)        | BMC Racing Team        | + 8"        |
| 3  | Michael Matthews (AUS)     | Rabobank               | + 12"       |
| 4  | Thomas De Gendt (BEL)      | Vacansoleil-DCM        | + 14"       |
| 5  | Simon Gerrans (AUS)        | GreenEDGE              | + 16"       |
| 6  | Jan Bakelants (BEL)        | RadioShack-Nissan-Trek | + 16"       |
| 7  | Edvald Boasson Hagen (NOR) | Team Sky               | + 16"       |
| 8  | Eduard Vorganov (RUS)      | Team Katusha           | + 16"       |
| 9  | Rohan Dennis (AUS)         | UniSA-Australia        | + 17"       |
| 10 | Xavier Florencio (ESP)     | Team Katusha           | + 20"       |

### 4. Etape
20. januar 2012 — Norwood til Tanunda, 130 km
|    | Rytter                     | Hold                    | Tid        |
| -- | -------------------------- | ----------------------- | ---------- |
| 1  | Óscar Freire (ESP)         | Team Katusha            | 3h 08' 34" |
| 2  | Gerald Ciolek (GER)        | Omega Pharma-Quick Step | s.t.       |
| 3  | Daniele Bennati (ITA)      | RadioShack-Nissan-Trek  | s.t.       |
| 4  | Edvald Boasson Hagen (NOR) | Team Sky                | s.t.       |
| 5  | Michael Matthews (AUS)     | Rabobank                | s.t.       |
| 6  | José Joaquín Rojas (ESP)   | Movistar Team           | s.t.       |
| 7  | Luke Roberts (AUS)         | Team Saxo Bank          | s.t.       |
| 8  | Kristijan Koren (SLO)      | Liquigas–Cannondale     | s.t.       |
| 9  | Sergey Lagutin (UZB)       | Vacansoleil-DCM         | s.t.       |
| 10 | Heinrich Haussler (AUS)    | Garmin-Barracuda        | s.t.       |

|    | Rytter                     | Hold                    | Tid         |
| -- | -------------------------- | ----------------------- | ----------- |
| 1  | Martin Kohler (SUI)        | BMC Racing Team         | 15h 03' 34" |
| 2  | Michael Matthews (AUS)     | Rabobank                | + 2"        |
| 3  | Óscar Freire (ESP)         | Team Katusha            | + 2"        |
| 4  | Gerald Ciolek (GER)        | Omega Pharma-Quick Step | + 6"        |
| 5  | Simon Gerrans (AUS)        | GreenEDGE               | + 8"        |
| 6  | Daniele Bennati (ITA)      | RadioShack-Nissan-Trek  | + 8"        |
| 7  | Edvald Boasson Hagen (NOR) | Team Sky                | + 8"        |
| 8  | Jan Bakelants (BEL)        | RadioShack-Nissan-Trek  | + 8"        |
| 9  | Eduard Vorganov (RUS)      | Team Katusha            | + 8"        |
| 10 | Rohan Dennis (AUS)         | UniSA-Australia         | + 9"        |

### 5. Etape
21. januar 2012 — McLaren Vale til Old Willunga Hill, 151.5 km
|    | Rytter                     | Hold                   | Tid        |
| -- | -------------------------- | ---------------------- | ---------- |
| 1  | Alejandro Valverde (ESP)   | Movistar Team          | 3h 45' 48" |
| 2  | Simon Gerrans (AUS)        | GreenEDGE              | s.t.       |
| 3  | Tiago Machado (POR)        | RadioShack-Nissan-Trek | + 2"       |
| 4  | Michael Rogers (AUS)       | Team Sky               | + 4"       |
| 5  | Rohan Dennis (AUS)         | UniSA-Australia        | + 7"       |
| 6  | Edvald Boasson Hagen (NOR) | Team Sky               | + 12"      |
| 7  | Javier Moreno (ESP)        | Movistar Team          | + 13"      |
| 8  | Jan Bakelants (BEL)        | RadioShack-Nissan-Trek | + 13"      |
| 9  | Jack Bauer (NZL)           | Garmin-Barracuda       | + 26"      |
| 10 | Eduard Vorganov (RUS)      | Team Katusha           | + 26"      |

|    | Rytter                     | Hold                   | Tid         |
| -- | -------------------------- | ---------------------- | ----------- |
| 1  | Simon Gerrans (AUS)        | GreenEDGE              | 18h 49' 24" |
| 2  | Alejandro Valverde (ESP)   | Movistar Team          | + 0"        |
| 3  | Tiago Machado (POR)        | RadioShack-Nissan-Trek | + 8"        |
| 4  | Michael Rogers (AUS)       | Team Sky               | + 14"       |
| 5  | Rohan Dennis (AUS)         | UniSA-Australia        | + 14"       |
| 6  | Edvald Boasson Hagen (NOR) | Team Sky               | + 18"       |
| 7  | Jan Bakelants (BEL)        | RadioShack-Nissan-Trek | + 19"       |
| 8  | Javier Moreno (ESP)        | Movistar Team          | + 23"       |
| 9  | Michael Matthews (AUS)     | Rabobank               | + 29"       |
| 10 | Eduard Vorganov (RUS)      | Team Katusha           | + 32"       |

### 6. Etape
22. januar 2012 — Adelaide (criterium),90 km
|    | Rytter                     | Hold                | Tid        |
| -- | -------------------------- | ------------------- | ---------- |
| 1  | André Greipel (GER)        | Lotto-Belisol       | 1h 56' 48" |
| 2  | Mark Renshaw (AUS)         | Rabobank            | s.t.       |
| 3  | Alessandro Petacchi (ITA)  | Lampre-ISD          | s.t.       |
| 4  | Yauheni Hutarovich (BLR)   | FDJ-BigMat          | s.t.       |
| 5  | José Joaquín Rojas (ESP)   | Movistar Team       | s.t.       |
| 6  | Edvald Boasson Hagen (NOR) | Team Sky            | s.t.       |
| 7  | Romain Feillu (FRA)        | Vacansoleil-DCM     | s.t.       |
| 8  | Jonathan Cantwell (AUS)    | Team Saxo Bank      | s.t.       |
| 9  | Fabio Sabatini (ITA)       | Liquigas–Cannondale | s.t.       |
| 10 | Manuel Belletti (ITA)      | Ag2r-La Mondiale    | s.t.       |

|    | Rytter                     | Hold                   | Tid         |
| -- | -------------------------- | ---------------------- | ----------- |
| 1  | Simon Gerrans (AUS)        | GreenEDGE              | 20h 46' 12" |
| 2  | Alejandro Valverde (ESP)   | Movistar Team          | + 0"        |
| 3  | Tiago Machado (POR)        | RadioShack-Nissan-Trek | + 8"        |
| 4  | Michael Rogers (AUS)       | Team Sky               | + 14"       |
| 5  | Rohan Dennis (AUS)         | UniSA-Australia        | + 14"       |
| 6  | Jan Bakelants (BEL)        | RadioShack-Nissan-Trek | + 16"       |
| 7  | Edvald Boasson Hagen (NOR) | Team Sky               | + 18"       |
| 8  | Javier Moreno (ESP)        | Movistar Team          | + 23"       |
| 9  | Michael Matthews (AUS)     | Rabobank               | + 29"       |
| 10 | Eduard Vorganov (RUS)      | Team Katusha           | + 32"       |